# Canal Desjardins
Le canal Desjardins, nommé d'après son promoteur Pierre Desjardins, a été construit pour donner à Dundas un meilleur accès au lac Ontario et au système des Grands Lacs d'Amérique du Nord.